# Ipomoea cairica
Espèce
Ipomoea cairica , Ipomée du Caire ou Grande ipomée est une espèce de plantes àfleurs herbacées de la famille des Convolvulaceae.

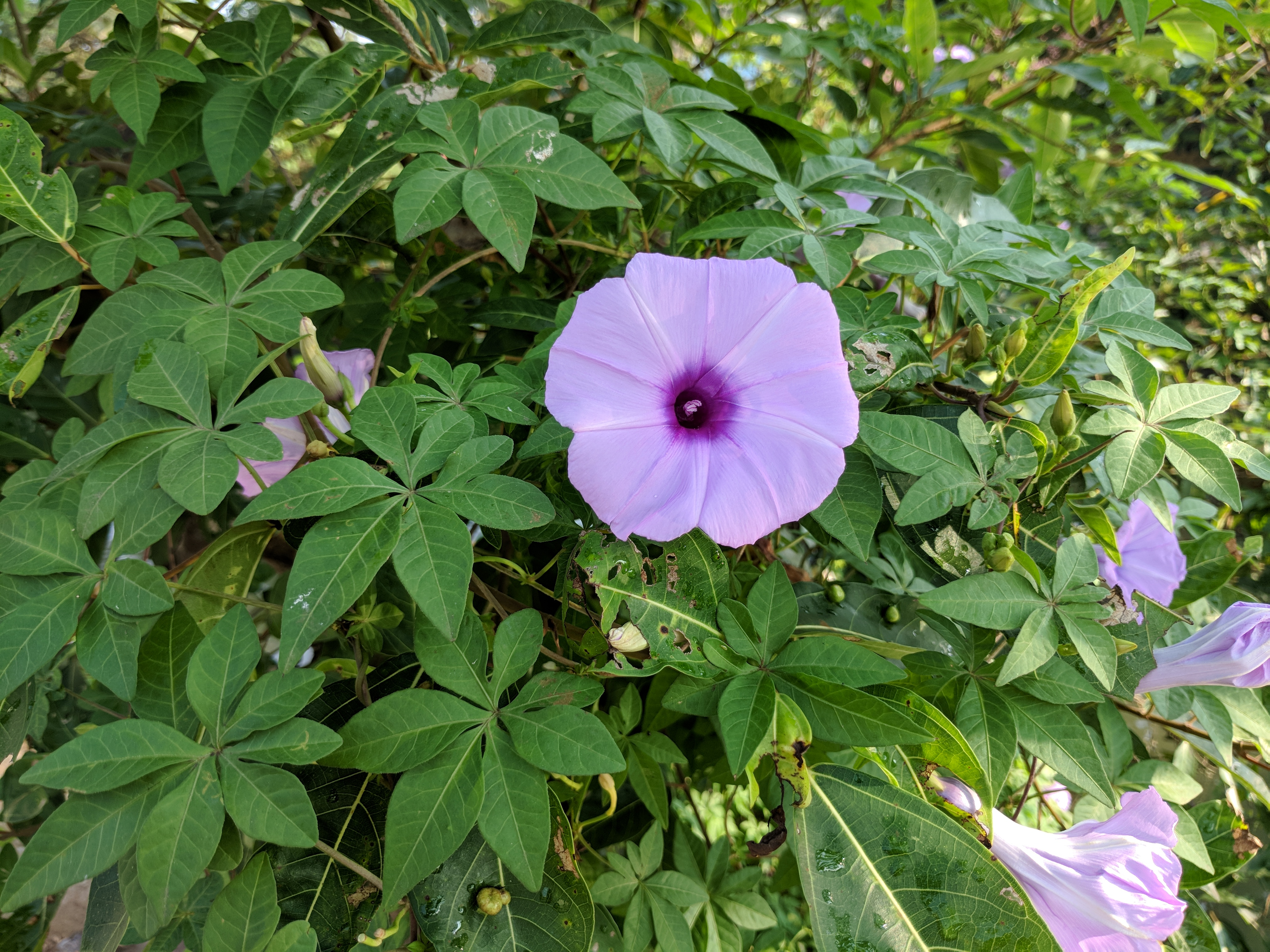
Aspect général

## Description

### Aspect général
Ipomoea cairica est une plante rampante vivace qui se multiplie exclusivement par graines.

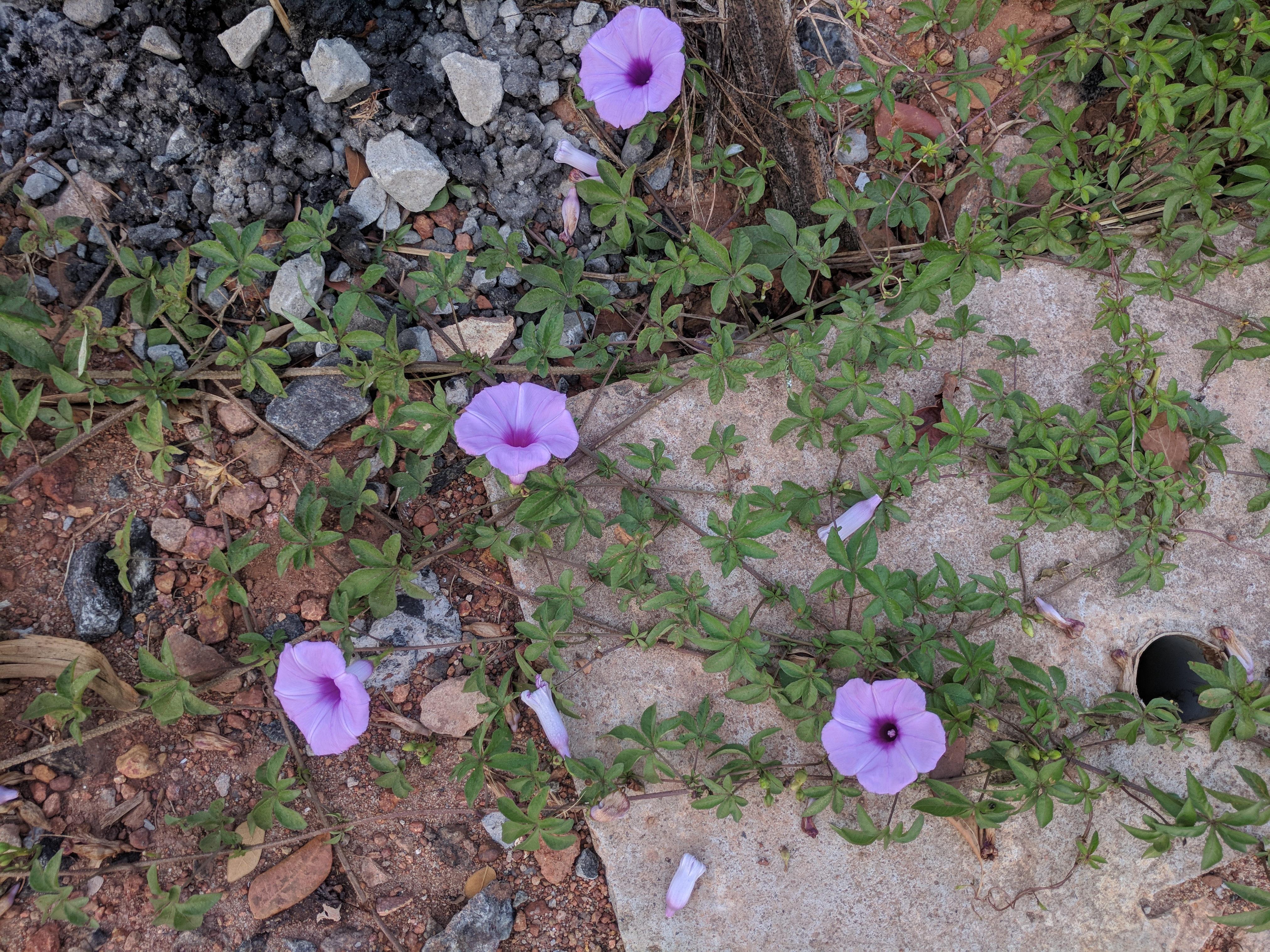
L'espèce peut se développer dans des zones perturbées.

### Feuilles
Les feuilles sont simples, alternes et palmilobées en 5 ou 7 segments. Leur apex est émarginé mucroné.

### Fleurs
Les fleurs sont en forme d'entonnoir de couleur blanche à lavande.

### Fruits

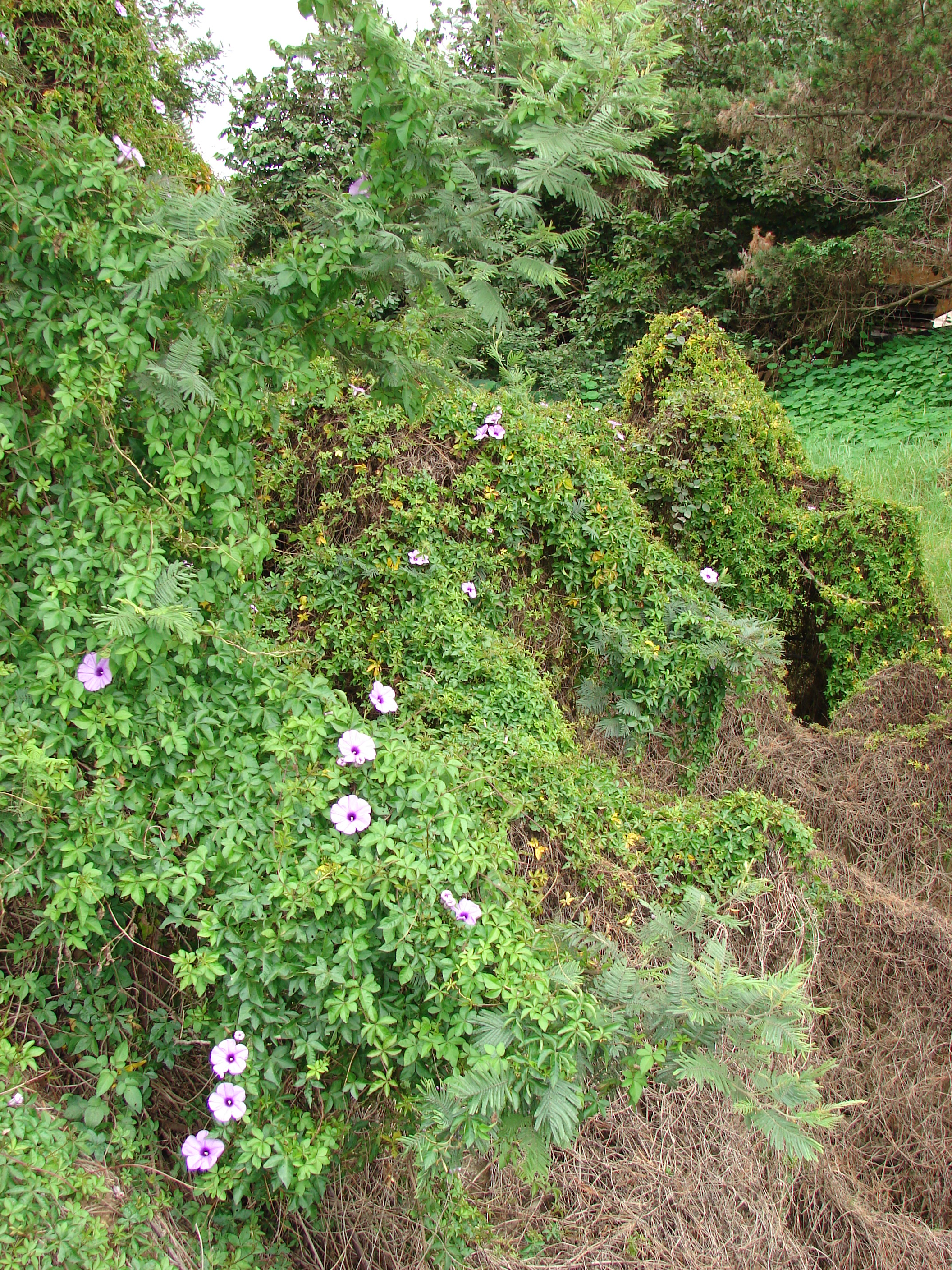
La liane peut former de gros amoncellements qui empêchent les autres plantes de se développer.

Les fruits sont des capsules globuleuses mesurant environ 1 cm de diamètre et contenant des graines fortement pubescentes.

## Distribution
Son aire d'origine est incertaine mais s'étend vraisemblablement depuis la Macaronésie à l'ouest, jusqu'à la péninsule Arabique à l'est[réf. souhaitée].

### Caractère envahissant
Elle a été introduite dans la plupart des régions de climat tropical ou de climat méditerranéen, où elle peut devenir parfois envahissante. Elle est considérée comme telle en Nouvelle-Calédonie, où elle a été importée comme plante ornementale en 1845,, et le long de la côte de Nouvelle-Galles du Sud[réf. souhaitée].
En Nouvelle-Calédonie, le Code de l'environnement de la Province Sud interdit l’introduction dans la nature de cette espèce ainsi que sa production, son transport, son utilisation, son colportage, sa cession, sa mise en vente, sa vente ou son achat.

## Toxicité
Cette liane provoque des symptômes respiratoires si elle est ingérée.

## Synonymes
- Ipomoea palmata Forssk.
- Ipomoea stipulacea Jacq.
- Ipomoea tuberculata (Desr.) Roem. & Schult.